# Robert Ray (baseball)
Pour les articles homonymes, voir Robert Ray.
Robert Andrew Ray (né le 21 janvier 1984 à Lufkinau Texas, est un lanceur droitier des Ligues majeures de baseball ayant joué avec les Blue Jays de Toronto en 2009 et 2010. Il est présentement agent libre.

## Carrière
Robert Ray est drafté en septième ronde par les Blue Jays de Toronto en 2005. Il est lanceur partant dans les ligues mineures. 

### Saison 2009
Ray fait ses débuts dans les majeures le 2 mai 2009 avec Toronto. Il n'est pas impliqué dans la décision à sa première présence, où il est le partant des Jays face aux Orioles de Baltimore. Après une mauvaise performance qui se solde par une défaite le 7 mai face aux Angels de Los Angeles, Ray remporte le 16 mai sa première victoire au plus haut niveau, limitant les White Sox de Chicago à un seul point et seulement trois coups sûrs en huit manches de travail. Il retourne aux mineures après un quatrième et dernier départ en 2009, affichant une fiche de 1-2 avec une moyenne de points mérités de 4,44.

### Saison 2010
Ray passe la saison 2010 dans les mineures et n'est rappelé par Toronto que pour trois parties. Il effectue ces trois sorties en relève et accorde un point mérité en trois manches et deux tiers lancées, pour une moyenne de 2,45.

### Saison 2011
Ray est libéré de son contrat par les Blue Jays le 19 mai 2011.

## Statistiques
| Saison | Équipe  | G | GS | CG | SHO | V | D | SV | IP   | SO | ERA  |
| ------ | ------- | - | -- | -- | --- | - | - | -- | ---- | -- | ---- |
| 2009   | Toronto | 4 | 4  | 0  | 0   | 1 | 2 | 0  | 24.1 | 13 | 4,44 |
| 2010   | Toronto | 3 | 0  | 0  | 0   | 0 | 0 | 0  | 3.2  | 3  | 2,45 |
| Totaux | Totaux  | 7 | 4  | 0  | 0   | 1 | 2 | 0  | 28.0 | 16 | 4,18 |

Note : G = Matches joués ; GS = Matches comme lanceur partant ; CG = Matches complets ; SHO = Blanchissages ; 
V = Victoires ; D = Défaites ; SV = Sauvetages ; IP = Manches lancées ; SO = Retraits sur des prises ; ERA = Moyenne de points mérités.